# 스매커 비디오
스매커 비디오(Smacker video)는 RAD 게임 툴에서 개발한 동영상 파일 형식이다. .smk 확장자를 가지고 있으며, 컴퓨터 게임에서 자주 사용되었었다. 스매커 비디오는 256색 까지만 지원했으며, 투명색 기능이 포함되어 있었다.
압축률은 최대 1:12까지 가능하지만, 픽셀레이션(pixelation)과 같은 화질 저하도 따른다.
팔레트를 기반으로 한 기술의 특성상, 매 프레임별 사용 색상이 256색 이상이 될 수 없는 단점이 있었지만, 실제로 스매커 비디오로 만들어진 동영상은 더 많은 색을 표현할 수 있었다. 이는 "팔레트 스크롤"(palette rotation)이라는 기법 덕분인데, 스매커 비디오는 매 프레임마다 다른 팔레트를 사용하는 방법으로 응용하였다. 덕분에 SMK 파일들은 256가지 색 이상의 색상을 보여주는 것 같은 효과를 가지게 되었다.
최신 스매커 파일은 빙크 오디오 코덱을 지원하기도 한다.
한편, RAD 게임 툴은 스매커 비디오의 후속 기술로서, 더 많은 색상을 표현할 수 있는 빙크 비디오를 개발하였다.

## 같이 보기
- 인덱스 컬러
- Bink
- 비디오1